# Timothy H. O’Sullivan

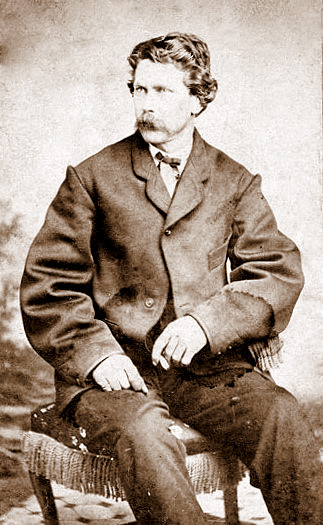
Timothy H. O’Sullivan, ok. 1871–1874

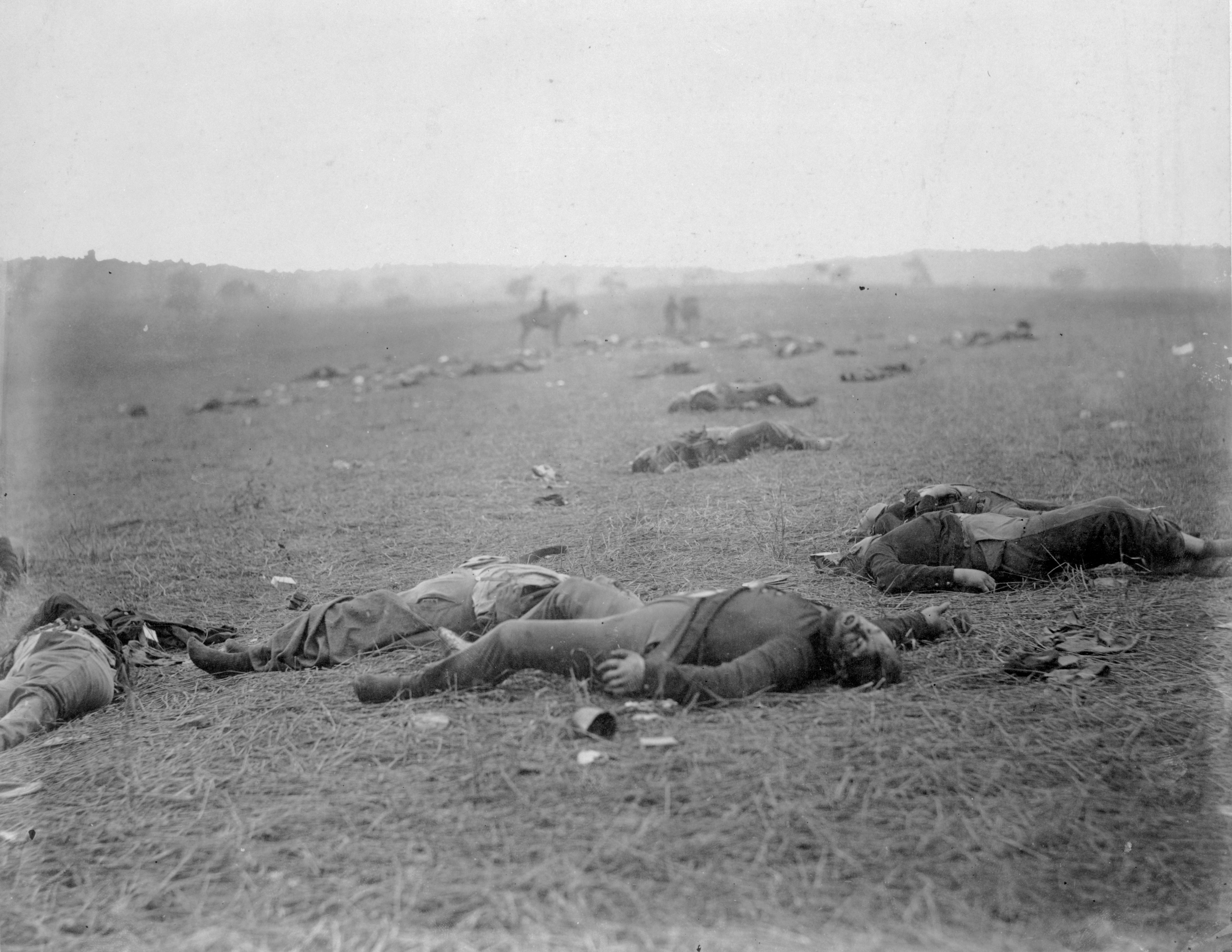
T. O’Sullivan, Bitwa pod Gettysburgiem (Żniwo śmierci), 1863

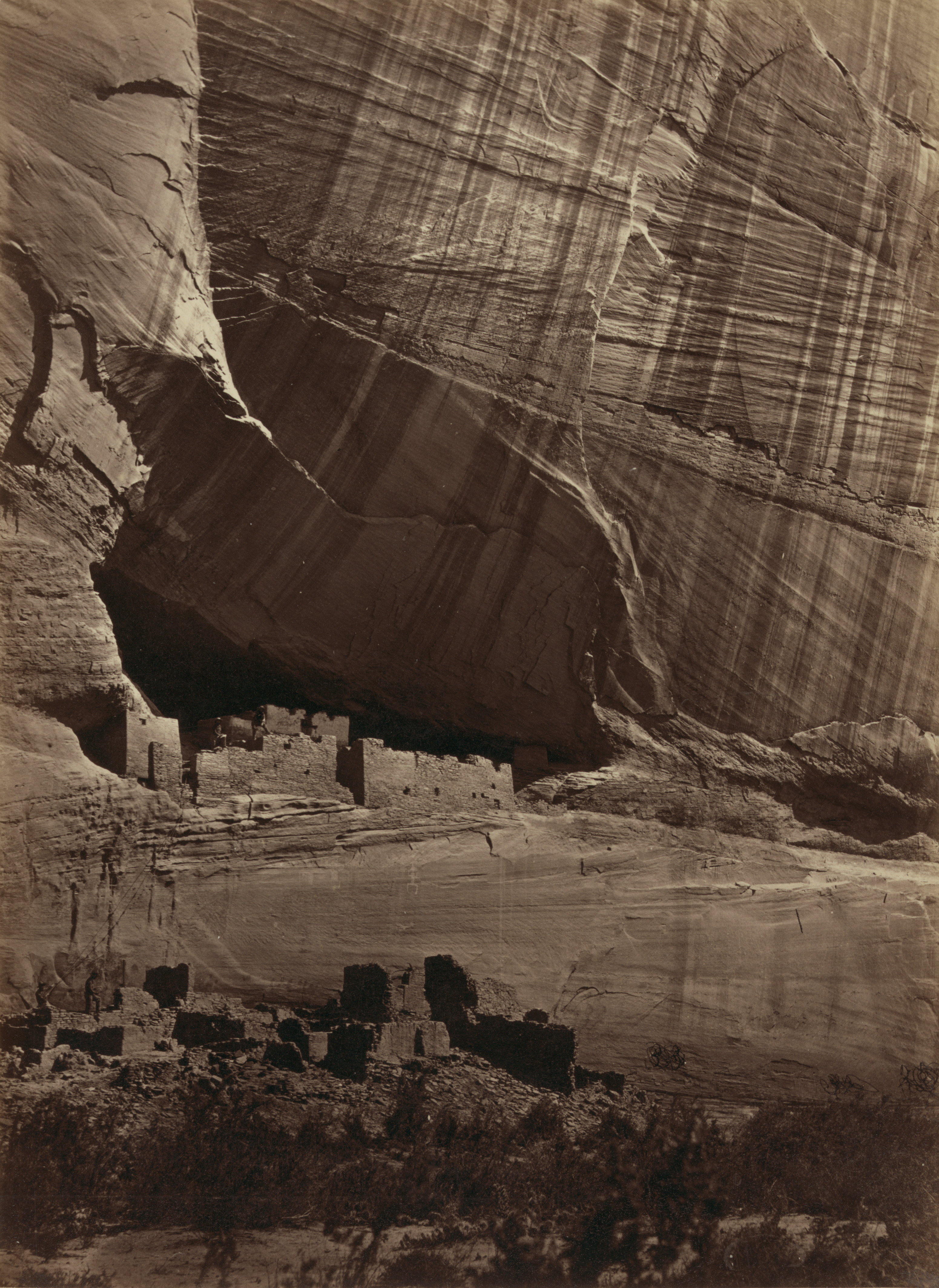
T. O’Sullivan, Starożytne ruiny w Kanionie De Chelly, 1873

Timothy Henry O’Sullivan (ur. 1840 w Irlandii (?), zm. 14 stycznia 1882 na Staten Island) – amerykański fotograf, znany przede wszystkim jako autor zdjęć przedstawiających wschodnią część Stanów Zjednoczonych i dokumentujących wojnę secesyjną.
Biografia O’Sullivana nie jest dobrze znana. Urodził się w irlandzkiej rodzinie jako syn Jeremiaha i Ann O’Sullivanów, najprawdopodobniej na terenie Irlandii, choć sam jako miejsce urodzenia podawał Nowy Jork. W 1842 jego rodzina wyemigrowała do USA.
Początkowo pracował jako asystent w waszyngtońskim studiu Mathew Brady’ego, prowadzonym przez Alexandra Gardnera. Atelier to specjalizowało się w wykonywaniu portretów, jednak wraz z wybuchem wojny secesyjnej w 1861 Brady zwrócił swoje zainteresowanie ku fotografii dokumentalnej. Stworzył „korpus” fotografów (zw. „Brady’s Photographic Corps”), w skład którego wchodzili m.in. O’Sullivan i Gardner. Utrwalali oni na zdjęciach przebieg wojny, jednak ze względu na ówczesne możliwości techniczne (tzn. konieczność długiego naświetlania), nie mogli wykonywać zdjęć dynamicznych, scen bitewnych itp., wymagających krótkiego czasu naświetlania. W efekcie na swoich fotografiach ukazywali sceny statyczne i pozowane, takie jak pola po bitwach (np. bodaj najbardziej znane wojenne zdjęcie O’Sullivana – Żniwo śmierci ukazujące ciała żołnierzy zabitych podczas bitwy pod Gettysburgiem). Brady zdjęcia członków swojej ekipy publikował pod własnym nazwiskiem, co spowodowało odłączenie się od niej Gardnera w 1862. Wkrótce z korpusem Brady’ego rozstał się O’Sullivan, który następnie rozpoczął współpracę z Gardnerem. Pracowali razem w waszyngtońskim studiu Gardnera. Ponadto Gardner wydawał zbiory zdjęć wojennych, zawierające również fotografie O’Sullivana: Catalogue of Photographic Incidents of the War from the Gallery of Alexander Gardner, Photographer to the Army of the Potomac (1863) i Gardner’s Photographic Sketch Book of the War (1865/1866). 
W 1867 dołączył do wyprawy badawczej Geological Exploration of the Fortieth Parallel kierowanej przez Clarence’a Kinga. Wyprawa badała i dokumentowała okolice położone w pobliżu 40 równoleżnika, a więc tereny wzdłuż linii kolejowych Union i Central Pacific Railroads oraz okolice Gór Skalistych i Sierra Nevada, a więc tereny trudno dostępne i niebezpieczne. Większość jej członków zachorowała na malarię. Przez pierwszy sezon O’Sullivan działał na terenie Nevady, fotografując m.in. jezioro Pyramid. Zimę spędzili w Virginia City i Carson City. W 1868 O’Sullivan kontynuował prace w Nevadzie, dokumentując również Mono Lake w Kalifornii, wodospad Shoshone Falls na rzece Snake w stanie Idaho. Na wiosnę 1869 rozpoczął trzeci sezon współpracy z Kingiem, podczas którego wykonał zdjęcia okolic Salt Lake City, północnego Utah i południowego Wyoming.
W 1870 przez sześć miesięcy wykonywał zdjęcia Panamy dla Darien Expedition. W tym samym roku został członkiem innej wyprawy, tym razem wojskowej, dowodzonej przez porucznika George’a Wheelera, której celem było zbadanie południowo-zachodniej części USA. Również ta ekspedycja – a zwłaszcza podróż wzdłuż Kolorado do Kanionu Kolorado – była trudna i wymagająca. Cała ekspedycja trwała kilka lat i objęła swoim zasięgiem także Nowy Meksyk i Arizonę (tam wykonał jedno ze swoich najczęściej reprodukowanych zdjęć – fotografię przedstawiającą ruiny w Kanionie De Chelly). Ostatni cykl zdjęć Zachodu rozpoczął w 1874 – m.in. ponownie sfotografował Shoshone Falls, po czym wrócił do Waszyngtonu.
Jego działalność po 1876 nie jest dobrze znana. Przez krótki czas był ponownie fotografem wyprawy Kinga, a przez kilka miesięcy na przełomie lat 1880/81 fotografem Departamentu Skarbu Stanów Zjednoczonych. Chory na gruźlicę, powrócił do rodzinnego domu na Staten Island, gdzie zmarł w wieku 42 lat. 